# Il Lombardia 2023
117. ročník jednodenního cyklistického závodu Il Lombardia se konal 7. října 2023 v italském regionu Lombardie. Vítězem se stal Slovinec Tadej Pogačar z týmu UAE Team Emirates. Na druhém a třetím místě se umístili Ital Andrea Bagioli (Soudal–Quick-Step) a Slovinec Primož Roglič (Team Jumbo–Visma). Závod byl součástí UCI World Tour 2023 na úrovni 1.UWT a byl třicátým čtvrtým závodem tohoto seriálu.

## Týmy
Závodu se zúčastnilo všech 18 UCI WorldTeamů a 7 UCI ProTeamů. Týmy Israel–Premier Tech, Lotto–Dstny a Team TotalEnergies dostaly automatické pozvánky jako 3 nejlepší UCI ProTeamy sezóny 2022, další 4 týmy (Eolo–Kometa, Green Project–Bardiani–CSF–Faizanè, Q36.5 Pro Cycling Team a Tudor Pro Cycling Team) byly pozvány organizátory závodu, RCS Sport. Všechny týmy přijely na start se sedmi jezdci, celkem se tak na start postavilo 175 závodníků. Do cíle v Bergamu dojelo 122 z nich, další 2 jezdci dojeli mimo časový limit.
UCI WorldTeamy
- AG2R Citroën Team
- Alpecin–Deceuninck
- Arkéa–Samsic
- Astana Qazaqstan Team
- Bora–Hansgrohe
- Cofidis
- EF Education–EasyPost
- Groupama–FDJ
- Ineos Grenadiers
- Intermarché–Circus–Wanty
- Lidl–Trek
- Movistar Team
- Soudal–Quick-Step
- Team Bahrain Victorious
- Team dsm–firmenich
- Team Jayco–AlUla
- Team Jumbo–Visma
- UAE Team Emirates

UCI ProTeamy
- Eolo–Kometa
- Green Project–Bardiani–CSF–Faizanè
- Israel–Premier Tech
- Lotto–Dstny
- Q36.5 Pro Cycling Team
- Team TotalEnergies
- Tudor Pro Cycling Team

## Výsledky
| Pořadí | Jezdec                 | Tým                   | Čas        |
| ------ | ---------------------- | --------------------- | ---------- |
| 1      | Tadej Pogačar (SLO)    | UAE Team Emirates     | 5h 55' 33" |
| 2      | Andrea Bagioli (ITA)   | Soudal–Quick-Step     | + 52"      |
| 3      | Primož Roglič (SLO)    | Team Jumbo–Visma      | + 52"      |
| 4      | Alexandr Vlasov        | Bora–Hansgrohe        | + 52"      |
| 5      | Simon Yates (GBR)      | Team Jayco–AlUla      | + 52"      |
| 6      | Adam Yates (GBR)       | UAE Team Emirates     | + 52"      |
| 7      | Carlos Rodríguez (ESP) | Ineos Grenadiers      | + 52"      |
| 8      | Richard Carapaz (ECU)  | EF Education–EasyPost | + 1' 06"   |
| 9      | Remco Evenepoel (BEL)  | Soudal–Quick-Step     | + 1' 26"   |
| 10     | Andreas Kron (DEN)     | Lotto–Dstny           | + 1' 26"   |